# Armala
Armala (nep. अर्मला) – gaun wikas samiti w zachodniej części Nepalu w strefie Gandaki w dystrykcie Kaski. Według nepalskiego spisu powszechnego z 2001 roku liczył on 1180 gospodarstw domowych i 5348 mieszkańców (2911 kobiet i 2437 mężczyzn).